# Tržaška cesta, Ljubljana
Tržaška cesta je ena izmed najdaljših in najstarejših ulic v Ljubljani.

## Zgodovina
Trasa Tržaške ceste je v uporabi že od antike, ko je po sedanjem ljubljanskem delu ceste potekala povezava med Emono in Nauportusom.
Prva omemba ceste, poimenovane po Trstu (kamor je bila cesta usmerjena), izhaja iz leta 1787, ko je omenjena kot Triesterstrasse(n) (oz. Teržaška cesta) v predmestju Gradišče, pri čemer je obsegala današnjo Rimsko cesto in začetek današnje Tržaške ceste.
Leta 1877 so del Tržaške ceste preimenovali v Rimsko cesto oz. Römerstrasse.
Leta 1892 je bil del Tržaške ceste ob gledališču preimenovan v Gledališko ulico.

## Urbanizem
Cesta se prične na križišču z Aškerčevo in Bleiweisovo cesto ter po dobrih 8 km preide v Vrhniško cesto.
Na cesto se (od vzhoda proti zahodu) povezujejo: Tobačna, Lepi pot, Langusova, Hajdrihova, Glinška, Idrijska, Šestova, Jadranska, Bobenčkova, Vrhovnikova, Čampova, Kogojeva, Ločnikarjeva, Gregorinova, Jamova, Viška, Tbilijska, Fajfarjeva, Dolgi most, Lipahova, Ivana Roba, Ribičičeva, Dijakova, Čučkova, Lily Novy, borca Petra, Erbežnikova, Hacetova, Miroslava Turka, Ravnikarjeva, Gorjupova, Gmajnice, Kosančeva, na Ključ, Pirnatova, Slodnjakova. Skopčeva, Dvojna, Mikuševa, Vladimirja Trambuža, Pot terencev, Kapalniška pot, Remškarjeva, V Radno, Podpeška, Brezna pot, Malovaška, Gornja pot, Brezoviška in Drobtinška pot.
Od glavne ceste se vzdolž ceste odcepijo številni kraki: 
- na križišču s Vrhovnikovo ulico vzporedno in južno s primarno Tržaško cesto poteka še krajši, drugotni krak ceste;
- med stikom s Jamovo cesto in potopom iz glavne Tržaške ceste izhaja nov krak ceste, ki se slepo konča;
- na križišču s Tbilisijsko ulico pravokotno proti severu potekata dva kraka Tržaške ceste, ki se vsak posebej povezujeta na Fajfarjevo ulico;
- v okolici križišča s Fajfarjevo cesto (kjer se Tržaška zoži na dvopasovnicno) potekata še dva ločena kraka Tržaške: en vzporeden in en pravokoten, oba na južni strani glavne ceste
- po križišču s Ulico Lily Novy ter po križišču s Erbežnikovo ulico se od glavne ceste vzporedno proti jugu odcepita nov kraka Tržaške ceste, ki se slepo končata;
- v križišu s Ravnikarjevo ulico se proti jugu odsepi nov krak, ki se kmalu razcepi; oba dela kraka se slepo končata;
- po križišču s Kosančevo ulico se proti severu odcepita dva kraka, ki se nato slepo končata;
- med Slobodnjakovo in Dvojno ulico se proti severu odcepita dva kraka, ki se oba slepo končata;
- na križišču s Ulico Vladimirja Trambuža se proti severu odcepi nov slep krak;
- po križišču s Ulico Vladimirja Trambuža se proti jugu odcepi novih pet slepih krakov ceste;
- pri križišču ob priključku na avtocesto A1 se proti severu odcepi krak, ki se pozneje razcepi na štiri nove krake;
- po Remškarjevi cesti se proti severu odcepi en in proti jugu še dva kraka ceste;
- po Podpeški cesti se proti severu odcepita štirje slepi kraki;
- po križišču ob priključku na avtocesto A1 se proti severu in proti jugu odcepita nova slepa kraka;
- po križišču s Kapalniško potjo se proti jugu odcepita dva kraka, ki se slepo končata;
- po Malovaški cesti se proti jugu odcepi nov slepi krak;
- po Gornji poti se od glavne ceste odcepita dva kraka proti jugu, en proti severu in ponovno dva proti jugu: vsi se končajo slepo;
- po Brezoviški cesti se proti jugu odcepi nov slepi krak;
- po Drobtinši cesti se proti severu odcepita dva slepa kraka.

## Pomembnejši objekti, zgradbe in ustanove
Pomembnejši objekti ob cesti so:   
- Upravna enota Ljubljana,
- poslopje nekdanje Tobačne tovarne,
- Ministrstvo za promet,
- Direkcija RS za ceste,
- Ministrstvo za pravosodje in javno upravo,
- Stan in dom
- Fakulteta za elektrotehniko v Ljubljani,
- Tovarna Ilirija,
- Gimnazija Vič,
- cerkev sv. Antona Padovanskega,
- Dolgi most - parkirišče P+R in postajališče LPP ...

## Javni potniški promet
Po Tržaški cesti potekajo trase nekaterih avtobusnih linij javnega potniškega prometa (1, 1B, 1D, 6, 6B, 16,51 in 56). Skupaj je na vsej cesti od centra do meje z občino Brezovica 10 postajališč mestnega potniškega prometa.

### Postajališča MPP
| postajališče            | št. linije           |
| ----------------------- | -------------------- |
| 602042 Tobačna          | 1, 1B, 6, 6B, 51, 56 |
| 602032 Hajdrihova       | 1, 1B, 6, 6B         |
| 703082 Glince           | 6, 6B                |
| 703092 Vič              | 6, 6B, 51, 56        |
| 703102 Bonifacija       | 6, 6B, 16            |
| 703112 Dolgi most       | 6, 6B, 16, 51, 56    |
| 704052 Dolgi most Rotar | 6B, 51, 56           |
| 704102 Kozarje          | 6B                   |
| 704062 Na Gmajnici      | 6B, 56               |

| postajališče            | št. linije                |
| ----------------------- | ------------------------- |
| 704061 Na Gmajnici      | 6B, 56                    |
| 704101 Kozarje          | 6B                        |
| 704051 Dolgi most Rotar | 6B, 51, 56                |
| 704181 Podvozna pot     | 6, 6B, 16                 |
| 703111 Dolgi most       | 6, 6B, 16, 51, 56         |
| 703101 Bonifacija       | 6, 6B, 16                 |
| 703091 Vič              | 6, 6B, 51, 56             |
| 703081 Glince           | 6, 6B                     |
| 602031 Hajdrihova       | 1, 1B, N1B, 6, 6B, 51, 56 |
| 602041 Tobačna          | 1, 1B, N1B, 6, 6B         |